# ايرونكا للطائرات
ايرونكا (بالإنجليزية: Aeronca)‏ ، أشُتق أسمها من (بالإنجليزية: Aeronautical Corporation of America)‏، هي شركة أمريكية، تأسست في عام 1928. ويقع مقرها في ميدلتاون أوهايو، بالولايات المتحدة. تعمل في مجال الطيران التجاري والصناعات الدفاعية، وتقوم بصناعة مكونات المحركات، وهياكل الطائرات. كانت الشركة في الثلاثينات والاربعينات من القرن العشرين، منتجا رئيسيا للطيران العام الطائرات، وأيضا إنتاج محركات لبعض التصاميم التي ظهرت في وقت مبكر.
أصبحت الآن ايرونكا، أحد الاقسام التابعة لشركة ماجلان الفضائية، وتنتج الطائرات، والصواريخ، ومكونات المركبات الفضائية، وذلك في نفس الموقع الذي بدأت منها والمجاور لمدرج هوك في ميدلتاون.

## وصلات خارجية
- الموقع الإلكتروني